# Carré de l'Est
El Carré de l'Est és un formatge francès, originari de la regió de Lorena, a l'est de França, d'aquí el seu nom, que també li dona la forma quadrada.
Es tracta d'un formatge a base de llet de vaca, amb pasta tova i pela florida, d'un pes mitjà de 330 grams.
El període òptim per degustar-lo és de maig a agost, després d'un afinament de cinc setmanes, però també és excel·lent de març a octubre.